# Żeglarstwo na Letnich Igrzyskach Olimpijskich 1908 – klasa 8 metrów
Zawody w żeglarskiej klasie 8 metrów podczas IV Letnich Igrzysk Olimpijskich odbyły się w dniach 27–29 lipca 1908 roku na wodach Ryde.

## Informacje ogólne
Do zawodów zgłosiło się pięć jachtów z trzech reprezentacji, które rywalizowały na szesnastomilowej trasie.
W regatach triumfował brytyjski Cobweb, na drugiej pozycji uplasował się szwedzki jacht Vinga, trzecie miejsce zajęli zaś Brytyjczycy na Sorais.

## Format zawodów
Zawody składały się z trzech wyścigów. Miejsca w klasyfikacji generalnej ustalane były na podstawie liczby zwycięstw w poszczególnych wyścigach. W przypadku remisu o kolejności decydowała liczba punktów, które były przyznawane za miejsca zajęte na mecie – pierwsza trójka otrzymywała odpowiednio trzy, dwa i jeden punkt, za zajęcie pozostałych miejsc punkty nie przysługiwały. W przypadku braku rozstrzygnięcia przeprowadzana była dogrywka między zainteresowanymi załogami.

## Wyniki
| Pozycja | Załoga                                                                                   | Jacht  | Wyścig I | Wyścig I | Wyścig II | Wyścig II | Wyścig III | Wyścig III | Ogółem     | Ogółem |
| Pozycja | Załoga                                                                                   | Jacht  | Czas     | Pozycja  | Czas      | Pozycja   | Czas       | Pozycja    | Zwycięstwa | Punkty |
| ------- | ---------------------------------------------------------------------------------------- | ------ | -------- | -------- | --------- | --------- | ---------- | ---------- | ---------- | ------ |
| złoto   | Blair Cochrane Charles Campbell John Rhodes Henry Sutton Arthur Wood                     | Cobweb | 4:01:41  | 1        | 4:35:56   | 1         | +05:15     | 4          | 2          | 6      |
| srebro  | Carl Hellström Eric Sandberg Edmund Thormählen Erik Wallerius Harald Wallin              | Vinga  | +54:15   | 5        | +40:25    | 4         | 4:52:31    | 1          | 1          | 3      |
| brąz    | Philip Hunloke Alfred Hughes Frederick Hughes George Ratsey William Ward Constance Lewes | Sorais | +00:33   | 2        | +03:19    | 3         | +03:58     | 2          | 0          | 5      |
| 4       | Johan Anker Eilert Falch-Lund Einar Hvoslef Magnus Konow Hagbart Steffens                | Fram   | +05:49   | 3        | +03:17    | 2         | +04:39     | 3          | 0          | 4      |
| 5       | John Carlsson Edvin Hagberg Karl Ljungberg Hjalmar Lönnroth August Olsson                | Saga   | +44:30   | 4        | DNF       | DNF       | +08:14     | 5          | 0          | 0      |